# Balagny-sur-Thérain
Balagny-sur-Thérain és un municipi francès, situat al departament de l'Oise i a la regió dels Alts de França. L'any 2007 tenia 1.426 habitants.

## Demografia

### Població
El 2007 la població de fet de Balagny-sur-Thérain era de 1.426 persones. Hi havia 523 famílies de les quals 111 eren unipersonals (32 homes vivint sols i 79 dones vivint soles), 162 parelles sense fills, 226 parelles amb fills i 24 famílies monoparentals amb fills.
La població ha evolucionat segons el següent gràfic:
Habitants censats

### Habitatges
El 2007 hi havia 573 habitatges, 535 eren l'habitatge principal de la família, 12 eren segones residències i 26 estaven desocupats. 537 eren cases i 29 eren apartaments. Dels 535 habitatges principals, 398 estaven ocupats pels seus propietaris, 125 estaven llogats i ocupats pels llogaters i 12 estaven cedits a títol gratuït; 2 tenien una cambra, 23 en tenien dues, 93 en tenien tres, 169 en tenien quatre i 248 en tenien cinc o més. 383 habitatges disposaven pel capbaix d'una plaça de pàrquing. A 251 habitatges hi havia un automòbil i a 222 n'hi havia dos o més.

### Piràmide de població
La piràmide de població per edats i sexe el 2009 era:
| Homes | Edats   | Dones |
| ----- | ------- | ----- |
| 0     | 95 o +  | 0     |
| 0     | 90 a 94 | 8     |
| 4     | 85 a 89 | 4     |
| 8     | 80 a 84 | 12    |
| 16    | 75 a 79 | 16    |
| 8     | 70 a 74 | 8     |
| 20    | 65 a 69 | 32    |
| 32    | 60 a 64 | 40    |
| 60    | 55 a 59 | 40    |
| 60    | 50 a 54 | 44    |
| 68    | 45 a 49 | 84    |
| 52    | 40 a 44 | 56    |
| 60    | 35 a 39 | 48    |
| 48    | 30 a 34 | 24    |
| 52    | 25 a 29 | 48    |
| 48    | 20 a 24 | 48    |
| 68    | 15 a 19 | 52    |
| 40    | 10 a 14 | 52    |
| 48    | 5 a 9   | 40    |
| 44    | 0 a 4   | 24    |

## Economia
El 2007 la població en edat de treballar era de 983 persones, 691 eren actives i 292 eren inactives. De les 691 persones actives 601 estaven ocupades (336 homes i 265 dones) i 92 estaven aturades (47 homes i 45 dones). De les 292 persones inactives 102 estaven jubilades, 102 estaven estudiant i 88 estaven classificades com a «altres inactius».

### Ingressos
El 2009 a Balagny-sur-Thérain hi havia 550 unitats fiscals que integraven 1.436 persones, la mediana anual d'ingressos fiscals per persona era de 19.382 €.

### Activitats econòmiques
Dels 33 establiments que hi havia el 2007, 1 era d'una empresa extractiva, 1 d'una empresa alimentària, 3 d'empreses de fabricació d'altres productes industrials, 9 d'empreses de construcció, 6 d'empreses de comerç i reparació d'automòbils, 2 d'empreses de transport, 2 d'empreses d'hostatgeria i restauració, 1 d'una empresa financera, 3 d'empreses de serveis, 1 d'una entitat de l'administració pública i 4 d'empreses classificades com a «altres activitats de serveis».
Dels 13 establiments de servei als particulars que hi havia el 2009, 1 era una oficina de correu, 1 taller de reparació d'automòbils i de material agrícola, 1 paleta, 1 fusteria, 1 lampisteria, 5 electricistes, 1 empresa de construcció, 1 perruqueria i 1 restaurant.
Dels 2 establiments comercials que hi havia el 2009, 1 era una botiga de menys de 120 m² i 1 una botiga de material de revestiment de parets i terra.
L'any 2000 a Balagny-sur-Thérain hi havia 4 explotacions agrícoles.

## Equipaments sanitaris i escolars
L'únic equipament sanitari que hi havia el 2009 era una farmàcia.
El 2009 hi havia una escola elemental.

## Poblacions més properes
El següent diagrama mostra les poblacions més properes.